# Pseudococcus zahradniki
Pseudococcus zahradniki är en insektsart som beskrevs av Savescu 1984. Pseudococcus zahradniki ingår i släktet Pseudococcus och familjen ullsköldlöss.
Artens utbredningsområde är Rumänien. Inga underarter finns listade i Catalogue of Life.